# Лопатинський повіт
Лопатинський повіт — історична адміністративно-територіальна одиниця у складі Королівства Галичини та Володимирії. Адміністративний центр — містечко Лопатин.
Утворений у 1854 р. Під час адміністративної реформи місцевого самоврядування розпорядженням міністерства внутрішніх справ Австро-Угорщини 23 січня 1867 року ліквідовані округи та частина повітів, серед них і Лопатинський повіт, а його територія приєднана до Бродського повіту, однак його структуру збережено в судовій адміністрації у вигляді окремої Лопатинської судової округи, яка польською мовою називалася Лопатинським судовим повітом.
У 1912 р. територію Лопатинського судового повіту передано з Бродівського до новоутвореного Радехівського повіту.
Лопатинський повіт складався з містечка Лопатин і 23 сіл:
1. Барилів
2. Батиїв
3. Бордуляки
4. Грицеволя
5. Завидче
6. Кустин
7. Ляшків
8. Миколаїв
9. Монастирок
10. Романівка
11. Руда
12. Руденко Ляцьке
13. Руденко Руське
14. Сморжів
15. Станіславчик
16. Стовпин
17. Стремільче
18. Топорів
19. Трійця
20. Тур'я
21. Увин
22. Хмільно
23. Щуровичі